# Xonia
Xonia (născută Loredana Sachelaru), (n. 25 iunie 1989, Melbourne, Victoria, Australia) este o cântăreață, compozitoare, model, actriță și dansatoare australiană de origine română. Xonia s-a născut pe 25 iunie 1989 în Melbourne, Australia din părinți români. Numele ei la naștere este Loredana Sachelaru, dar se promovează ca Xonia din adolescență. Melodia ei de debut este „Someone to Love You”, care a avut un succes moderat. În același an a fost aleasă să reprezinte Australia la Festivalul Cerbul de Aur, unde a cântat două melodii: „Dirty Dancer” și „Trandafir de la Moldova”. Impresionați de abilitățile sale vocale, cei de la Universal Music România i-au oferit un contract. În 2010 a lansat single-ul „Take the Lead”, care a avut reacții pozitive și a creat agitație pe internet.
Tot în 2010 a colaborat cu trupa românească de pop, Deepcentral, la un nou single numit: „My Beautiful One”,. care a fost cea mai difuzată melodie a anului 2010 conform Media Forest. Ea lucrează la albumul ei de debut cu niște producători muzicali cunoscuți din România: Marius Moga, George Hora, Mihai Ogășanu și Deepcentral.

## Biografie

### Copilăria și adolescența (1989 - 2010)
S-a născut în Melbourne, Australia și a început cariera muzicală la vârsta de  8 ani, iar până la vârsta de 14 ani semnase deja un contract cu o casă de discuri. A muncit din greu în studioul de înregistrări, experimentând și colaborând cu nume grele ale industriei muzicale internaționale, precum Martin Jenkins (VHJ Music), Rob David (Kylie Minogue – „Can’t get you outta my head”), Brian Rawling (Cher, Danni Minogue), Doug Brady (Olivia Newton John, Doug Brady), Kevin Colbert (Paulina Rubio – “Casanova”, Brian Canham (Psuedo Echo – „Funky Town”).
La vârsta de 7 ani se antrena în cadrul prestigioasei școli de balet „The Australian Ballet School”. A fost aleasă să joace rolul principal în producția Spărgătorul de nuci (o producție The Dancer’s Company Tour), care a ținut un turneu regional în Victoria, Tasmania și New South Wales. Ulterior, ea decide să își completeze stilul de dans alături de celebrul coregraf și instructor Robert Sturrock, a cărui experiență în televiziune include producții precum The Saturday Show, Hey Hey It’s Saturday, The Simon Gallagher Series, Countdown, The Logies.
De asemenea, și-a dezvoltat de mică pasiunea pentru actorie și s-a hotărât să urmeze un curs specializat. A început la Screen Actors Studio și, imediat după, a urmat o serie de colaborări cu agenții de profil unde a început să lucreze. Printre aparițiile cinematografice și tv ale Xoniei se numără: „Noah’s Ark” (Cable TV), „Sea Chance” (TV Series A.B.C), „High Flyers” (Channel 10), „Holly’s Heroes” (Cable TV), serialul „Neighbours” (Grundy Television), „Lost and Found”, „Charlotte’s Web” (Paramount Pictures), rolul principal în scurtmetrajul „What to Say” (The Indian Maiden). Xonia a fost model în multe campanii (pentru automobilele Mazda și TVC pentru Weston’s Cakes and Bar), însă poate fi recunoscută cel mai ușor după rolul „Bubblegum Girl” în reclama din campania de promovare a Fernwood Fitness Centre. Visează să lucreze la un film hollywoodian într-o zi.
Născută din părinți români, în 2006 a fost aleasă să reprezinte Australia la concursul internațional „Miss Diaspora”, concurs pe care l-a și câștigat. Acest lucru i-a oferit șansa să cânte în cadrul Festivalului Callatis în fața celor 20.000 de spectatori.
În 2008, Xonia a decis să lucreze independent și să își dezvolte talentul artistic la Hollywood Pop Academy din Los Angeles, unde a fost acceptată să studieze. Britney Spears, Rihanna, Ne-Yo, Janet Jackson, Adam Levine (Maroon 5), Jessica Simpson și Lindsay Lohan sunt doar câțiva dintre actualii/foștii elevi ai acestei prestigioase instituții. Xonia a susținut și un turneu în SUA, cântând pentru comunitățile de români.
În timp ce era în America, Xonia a primit o invitație pentru a intra în juriul concursului anual Miss Diaspora și pentru a cânta încă o dată la Festivalul de la Callatis. Ea a acceptat invitația, s-a întors în România și a semnat un contract de management cu agenția Star Management pentru a se lansa oficial în industria muzicală românească. 
Pentru albumul său produs în România, Xonia a colaborat cu producători muzicali consacrați în industria muzicală autohtonă: Marius Moga, Mihai Ogășanu, Deepcentral, George Hora.

### Debutul (2009 - 2011)
Anul 2009 îi aduce Xoniei primul contract cu o casă de discuri, Universal Music România. Pe 12 aprilie 2010, primul videoclip al Xoniei a fost lansat. Clipul melodiei „Take The Lead”  o poziționează pe Xonia ca una dintre noile fete din industria muzicală românească.
„Take The Lead”, piesa compusă în colaborare de Xonia și Mihai Ogășanu a intrat în finala concursului ISC la categoria „Pop/Top40”. Videoclipul creat special pentru internet a intrat în finală la categoria „Music Video”.
În același an, Xonia lansează în colaborare cu Deepcentral piesa, „My beautiful one”  care ajunge rapid pe locul 1 în clasamentele de specialitate și devine cel mai difuzat artist al anului 2010 cu peste 3.4 milioane de difuzări.  Blonda din Australia devine astfel liderul incontestabil din rândul solistelor pop.
„My Beautiful One” ajunge în Top 10 în Grecia, top 13 în Turcia, Top 30 în Bulgaria și top 100 în Rusia.
La începutul lunii februarie 2011, XONIA lansează cel de-al treilea single  – „Hold On”, produs în colaborare cu aceeași formație, Deepcentral. Piesa, lansată inițial pe internet, este inclusă deja în playlist-ul celor mai importante posturi de radio și ajunge până pe locul 10 în clasamentele muzicale, în luna august cântăreața lansează videoclipul.
Prin intermediul casei de discuri, Universal Music Romania, Xonia scrie alături de Deepcentral single-ul trupei Sistem în colaboarare cu Deepcentral și unul dintre single-urile Deepcentral „Speed of Sound”.

### Lansarea internațională (2012 - 2013)
În 2012, Xonia lansează noul ei hit, „Remember”, care conține un sample din super-hitul „Lily was here”. La două luni de la lansare piesa ajunge pe locul 17 în clasamentele muzicale și locul doi la radioul rusesc DMF din Moscova. „Remember” ajunge New Entry la NRJ  Energy Radio Rusia și este licențiată în Israel, Franța, Spania și Turcia.
În același an, cântăreața lansează trei piese pentru on-line: „Copacabana”, „Why” și „Take My Breath Away”.
La doar 23 de ani, Xonia devine una dintre cele mai populare cântărețe din industria muzicală românească și apare în octombrie pe coperta revistei Playboy România.
În 2013, Xonia lansează „Ping Pong” care marchează și o schimbare de stil muzical. Piesa produsă de F Charm și scrisă de Xonia are premiera pe 8 iulie. Videoclipul ne-o arată pe Xonia acompaniată de 4 dansatori într-un depozit abandonat executând o coregrafie complicată. Într-un interviu acordat revistei Cosmopolitan cântăreața declara: „Am dorit să mă schimb așa că am început să cânt!”
Ping Pong este o piesă reggae cu influențe urbane, dar păstrează sunetul radio friendly cu care s-a consacrat. Piesa a fost prezentată la o serie de emisiuni TV și concerte, cum ar fi Romanian Top Hits.
În noiembrie 2013, Xonia a semnat un contract cu Universal Music România și lansează un nou single, „You and I”, o piesă romantică care ajunge pe locul 20 în topurile românești. Două luni mai târziu, Xonia lansează videoclipul piesei regizat de bunul ei prieten, Anthony Icuagu.

### I Want Cha(2014 - prezent)
Anul 2014 marchează prima colaborare a Xoniei cu un artist internațional, J Balvin superstarul columbian își pune amprenta asupra noului single al cântăreței „I Want Cha”. Piesa devine rapid un imn de club.  „I Want Cha” are peste 5.000.000 de vizualizări pe YouTube în trei luni de la lansare, iar coregrafia extrem de sexy din videoclip devine virală. Fetele din întreaga Românie au început să învețe „Banana Dance”. Piesa este licențiată în țări din întreaga lume: Columbia, Turcia, Grecia, Bulgaria, Franța și Spania.
Pe 18 mai Xonia colaborează cu câștigătorul Românii Au Talent, Adrian Țuțu, și lansează „Averi de Sentimente”. Piesa a avut premiera pe postul național de televiziune, Pro TV chiar la Românii Au Talent.

## Discografie
- Take The Lead (digital EP - 2009) | Universal Music Romania.

### Single-uri
- „Someone to love you” (2009)
- „Take the Lead” (2010)
- „Hold On” (feat. Deepcentral) (2011)
- „Remember” (2012)
- „Ping Pong”(2013)
- „You & I” (2013)
- „I Want Cha” (feat. J Balvin) (2014)
- „Vino Înapoi” (2014)
- „Slow” (2015)
- „Dancing Kizomba” (2016)
- „Jiggling” (feat. Sonny Flame) (2017)
- „Crave You” (2018)
- „Diamond Girl” (feat. Anda Adam) (2022)